# Grube Arnold-Erbstollen
Die Grube Arnold-Erbstollen ist eine ehemalige Buntmetallerz-Grube in Brüngsberg, einem Ortsteil im Stadtbezirk Aegidienberg von Bad Honnef im Rhein-Sieg-Kreis. Ihre besondere Bedeutung hatte sie als Erbstollen zur Wasserlösung, der Ableitung der Abwetter und der Bewetterung der sie umgebenden Bergwerke.

## Geschichte
Wann die Grube Arnold als Bergwerk verliehen wurde und was man dort gefördert hat, ist nicht bekannt. Wichtiger ist die Verleihung der Erbstollengerechtigkeit in dieser Gegend für den Stollen der Grube Arnold im Jahr 1862. Er sollte die Gruben Anrep-Zachäus, Arnold, Bosco, Emma Sophia, Hoffmann und Rauer Mann miteinander verbinden und lösen. Von 1867 bis 1875 war er in Betrieb. Weil die Erbstollengerechtigkeit weiter aufrechterhalten werden sollte, musste er 1884 neu aufgewältigt werden. Sie wurde erst 1992 auf Ersuchen des Landesoberbergamts Dortmund gelöscht.

## Relikte
Im unteren Logebachtal unweit der Autobahnbrücke fließt aus dem verschütteten Stollenmundloch rostrotes Wasser heraus. In seiner Umgebung liegt eine große Abraumhalde.